# El otro lado... un acercamiento a Lavapiés
El otro lado... un acercamiento a Lavapiés es una película del año 2002, dirigida y producida por Bàsel Ramsis, y filmada en el barrio de Lavapiés de Madrid (España).

## Sinopsis
Película documental que intenta acercarse a los colectivos mayoritarios de inmigrantes que viven en el barrio madrileño de Lavapiés: chinos, latinoamericanos, árabes, bengalíes y africanos subsaharianos. El barrio es una excusa para intentar ver a los colectivos de inmigrantes cuando están cerca, “a nivel de espacio”, de otras razas. En este caso, cómo funciona el espacio, cuál es su futuro o hacia dónde está caminando. A través de los testimonios personales, su observación y la de sus actividades, el documental intenta provocar más preguntas y dudas sobre el mestizaje, sobre cómo funcionan los guetos, porqué se forman, y tratar temas como el racismo, el rechazo, las luchas de los inmigrantes, los conflictos que existen, la ley de extranjería y las políticas del Estado español y de la Comunidad europea en torno a la inmigración.